# Charles Wolcott
Charles Wolcott (* 29. September 1906 in Flint, Michigan, Vereinigte Staaten; † 26. Januar 1987 in Haifa, Israel) war ein US-amerikanischer Musikdirektor, Komponist und Filmkomponist.

## Leben
Wolcott wurde Ende der 1930er Jahre bei Disney angestellt, wo er 1940 an der Orchestrierung der Musik für Pinocchio arbeitete. Sein Wirken blieb ohne Namensnennung im Abspann, gleiches galt für seine Filmmusik-Kompositionen für den Zeichentrick-Kurzfilm Mr. Duck Steps Out im gleichen Jahr und einige weitere Filme bis 1946. Nachdem er auch an der Orchestrierung von Bambi mitgearbeitet und bereits seit 1941 Lieder für Disney-Produktionen beigesteuert hatte, war er bei Drei Caballeros im Sambafieber erstmals als Musikdirektor tätig. Hierfür und für das gleichnamige Lied erhielt er jeweils eine Oscar-Nominierung. 1946 und 1948 folgten zwei weitere Nominierungen für den Oscar, entgegennehmen konnte er den Preis jedoch nie. Mit Beginn der 1950er Jahre arbeitete Wolcott nicht mehr für Disney und war zuletzt nur noch vereinzelt als Dirigent tätig. Zu den Spielfilmen Die Saat der Gewalt und Die Katze auf dem heißen Blechdach steuerte er Filmmusik bei, wurde hierfür jedoch nicht im Abspann genannt. 1960 arbeitete er letztmals im Filmgeschäft, obgleich auch später noch in einigen Filmen bereits früher veröffentlichte Titel Verwendung fanden.
Zum Ridvanfest 1961 wurde er in den Internationalen Rat der Bahai-Religion berufen und 1963 wurde er in das Universale Haus der Gerechtigkeit in Haifa gewählt, in dem er bis zu seinem Tod 1987 mitwirkte.

## Filmografie (Auswahl)
Dirigent / Musikdirektor
- 1942: Drei Caballeros im Sambafieber (Saludos Amigos)
- 1944: Drei Caballeros (The Three Caballeros)
- 1946: Make Mine Music
- 1946: Onkel Remus’ Wunderland (Song of the South)
- 1947: Fröhlich, Frei, Spaß dabei (Fun & Fancy Free)
- 1956: Gaby
- 1959: Barfuß in die Ewigkeit (Never So Few)
- 1960: Das Erbe des Blutes (Home from the Hill)

Komposition
- 1940: Goofy’s Glider
- 1941: Donald, der Chefkoch (Chef Donald)
- 1955: Die Saat der Gewalt (Blackboard Jungle)
- 1958: Die Katze auf dem heißen Blechdach (Cat on a Hot Tin Roof)
- 1960: Die Wölfe von Los Angeles (Key Witness)
- 1964: Onkel Remus’ Wunderland (Song of the South)

## Auszeichnungen
- 1944: Oscar-Nominierung für den Titel Saludos Amigos aus Saludos Amigos
- 1944: Oscar-Nominierung für Saludos Amigos
- 1946: Oscar-Nominierung für Drei Caballeros
- 1948: Oscar-Nominierung für Onkel Remus’ Wunderland